# Monkeybone
Monkeybone (bra Monkeybone - No Limite da Imaginação; prt Monkeybone - O Rei da Macacada) é um filme estadunidense que mistura o uso de live-action e stop motion do gênero fantasia e humor negro de 2001 e dirigido por Henry Selick.
Baseado na graphic novel de Kaja Blackley, Dark Town, o filme é estrelado por Brendan Fraser, Bridget Fonda, Whoopi Goldberg, Rose McGowan, Dave Foley, Giancarlo Esposito, Megan Mullally, Lisa Zane, Chris Kattan e John Turturro.
Lançado nos cinemas dos Estados Unidos em 23 de fevereiro de 2001 pela 20th Century Fox, o filme foi uma bomba de bilheteria e recebeu críticas geralmente negativas.

## Sinopse
O filme conta a historia de Stu Miley (Brendan Fraser) um desenhista de histórias em quadrinhos que sofre um acidente e entra em coma e a partir de então, vive uma fantástica aventura no limite entre a vida e a morte, onde encontra sua principal criação, Monkeybone, que o ajuda a enfrentar a Morte (Whoopi Goldberg) para que possa retornar à realidade.

## Elenco
- Brendan Fraser - Stu Miley
- John Turturro - Monkeybone (voz)
- Bridget Fonda -  Julie McElroy
- Whoopi Goldberg - Dona Morte
- Chris Kattan - Organizador
- Giancarlo Esposito - Hypnos
- Dave Foley - Herb
- Megan Mullally - Kimmy Miley
- Rose McGowan - Srta. Kitty

## Produção
A graphic novel Dark Town, na qual Monkeybone se baseia, foi escrita por Kaja Blackley, ilustrada por Vanessa Chong e publicada pela Mad Monkey Press. A jornada da graphic novel para o cinema foi iniciada por um fã dos quadrinhos e membro da comunidade de animação de São Francisco (Tom "Bags" Sacchi/ChasingDragons Productions NYC) que, sem o conhecimento de Blackley, passou uma cópia de Dark Town para um dos produtores de Selick, Denise Rotina. Selick se apaixonou pelo livro e perseguiu vigorosamente os direitos. Em uma carta a Kaja, ele escreveu: "Nunca achei que nenhum projeto estivesse mais próximo de minhas sensibilidades do que este." A intenção inicial era permanecer fiel ao material de origem, que pode ser visto nos primeiros designs da empresa de Selick, Twitching Image. No entanto, conforme o projeto se desenvolveu, ele eventualmente evoluiu para Monkeybone.

### Elenco
Inicialmente, o papel de Stuart "Stu" Miley seria interpretado por Ben Stiller, mas Stiller desistiu para estar em Mystery Men e foi substituído por Fraser.

### Influências
Grande parte da arte do filme tem uma forte semelhança com a de Mark Ryden - por exemplo, o busto de Abraham Lincoln como "O Grande Emancipador". A pintura pré-terapia de Stu é muito semelhante a The Birth, de Ryden, e de acordo com os créditos, foi pintada por ele para o filme. O estilo de animação e os temas da sequência de abertura em que Stu encontra Monkeybone pela primeira vez são muito semelhantes ao trabalho do cartunista sueco Magnus Carlsson. O enredo do filme é influenciado pelos filmes Who Framed Roger Rabbit, Cool World e Beetlejuice. Muitos críticos marcam uma semelhança entre o design de Dark Town e o estilo de Tim Burton.  O filme contém um grande número de referências a uma paródia de religião chamada The Church of the SubGenius. Em particular, a rede fictícia de fast-food "Burger God" foi originalmente uma criação da SubGenius. Além disso, as repetidas referências a Iétis e a cena em que Stu (cujo corpo está possuído por Monkeybone) é atingido na cabeça por um taco de golfe por Hypnos em uma sequência de sonho também ecoam temas recorrentes da Igreja do SubGenius.

## Recepção

### Bilheteria
Monkeybone foi um fracasso de bilheteria; com um orçamento de US$ 75 milhões, o filme arrecadou US$ 5.411.999 no mercado interno e US$ 7.622.365 no mundo inteiro.

### Crítica especializada
No Rotten Tomatoes, o filme tem uma taxa de aprovação de 19% com base em 114 críticas, com uma média de 4.00 / 10. O consenso crítico do site diz: "Embora original e cheio de visuais bizarros, Monkeybone é um filme muito informe, com personagens desinteressantes e situações aleatórias que não geram risos.". No Metacritic, o filme tem uma pontuação média ponderada de 40 em 100, com base em 28 críticos, indicando "críticas mistas ou médias". O público entrevistado pela CinemaScore deu ao filme uma nota média de "C" em uma escala de A+ a F.

### Elogios
| Prêmio         | Categoria                                                | Nomeado                                | Resultado |
| -------------- | -------------------------------------------------------- | -------------------------------------- | --------- |
| Prêmio Taurus  | Melhor Trabalho Elevado e Melhor Trabalho Com Um Veículo | Joey Preston e Jay Caputo              | Indicado  |
| Prêmio Stinker | Pior Atriz Coadjuvante                                   | Whoopi Goldberg (também para Rat Race) | Indicada  |